# Дејан Глишовић
Дејан Глишовић (Београд, 7. август 1966), у Сједињеним Америчким Државама Dan Glisovic, српско-амерички је научник, лекар и музичар.

## Биографија
Рођен је у Београду, у којем је стекао основно, средњошколско и високо образовање. По оцу Љубиши, лекару, пореклом је из Чачка, а по мајци Нади, микробиолошком техничару, из Љига. Након завршетка Медицинског факултета 1993, специјализирао је у области интерне медицине 1998. У време специјализације основао је и уређивао часопис „InMed” (Интерна медицина), којег је издавач био Медицински факултет у Београду. Од 1994. радио је у „ICN Галеници” као стручни сарадник за лекове, а 2006. се одселио у САД. Тамо је био ангажован као клинички истраживачки сарадник у „Quintiles and IMS Health” (данас „IQVIA”) од 2007. до 2010. и у „PRA Health Sciences” од 2010. до 2017. За „ICON/PRA” ради и данас на позицији медицинског директора за интерну медицину.
Др Глишовић важи за доброг познаваоца методологије клиничких истраживања. Током каријере остварио је терапеутска искуства на пољу кардиологије, дерматологије, гастроентерологије, урологије, имунологије, инфектологије, неурологије, онкологије и пулмологије. Та искуства је углавном стицао у САД, али су клиничким студијама на којима је радио биле обухваћене и многе друге земље.
За др Глишовића је јавност у Србији нарочито чула у време пандемије изазване вирусом SARS-CoV-2, када је у медијима била актуелна вест да је део тима који ради на испитивању ремдесивира, као лека против ковида који је одобрила америчка Управа за храну и лекове (енгл. Food and Drug Administration) и који је међу првим пацијентима примио амерички председник Доналд Трамп.
Др Глишовић је присутан у културном животу чикашких Срба, те је тако активан у позоришној групи „Мира Сремчевић” и Српском позоришту Чикаго (енгл. Serbian Theater Chicago) као композитор музике за представе и мајстор светла и тона, а као гитариста је свирао је групама „The Babies”, „La Kampanela” и „Trio Moderato”.
Увршћен је у „Енциклопедију националне дијаспоре”, коју уређује Иван Калаузовић Иванус.
Ожењен је супругом Наталијом и има ћерку Милицу. Живи у чикашком предграђу Нејпервил.